# Percepcja podprogowa
Percepcja podprogowa (subliminalna) – oddziaływanie na mózg informacji bez jego świadomości ich spostrzegania.
Dotyczy bodźców wzrokowych lub słuchowych, które trwają zbyt krótko, by mogły zostać świadomie zarejestrowane (w przypadku percepcji wzrokowej oznacza to bodźce trwające krócej niż 0,04 sekundy) albo są ukryte wśród innych bodźców, bardziej wyraźnie odczuwalnych.
Niektórzy uczeni uważają, że bodźce odbierane podczas snu są przetwarzane w podobny sposób. Niekiedy uważa się, że takie słabe bodźce nie powodujące świadomej refleksji czynią nas bezbronnymi, gdyż nie możemy się obronić przed zawartą w przekazie sugestią. W efekcie sugestia ta mogłaby być traktowana jako własna myśl lub zalążek pomysłu bądź pragnienia, podobnie jak w przypadku sugestii hipnotycznej.

## Badania naukowe

### Obrazy podprogowe
W 1998 roku Bar i Biederman stwierdzili że, obraz wyświetlany przez 47,6 milisekund jest wykrywany jedynie przez jedną na siedem badanych osób. Po ponownej prezentacji liczba osób świadomych bodźca zwiększa się do jednej na trzy.
W 2005 roku przeprowadzono badanie, które polegało na wyświetlaniu badanej osobie obrazu podprogowo przez 16,7 milisekund i okazało się, że prawa część ciała migdałowatego wykazała większą aktywność podczas bodźca podprogowego, z kolei lewa część ciała migdałowatego i kolumna neuronalna podczas późniejszego bodźca ponadprogowego trwającego pół sekundy.

## Reklama podprogowa (subliminalna)
Zwana inaczej sugestią podprogową lub przekazem podprogowym – teoretycznie polega np. na włączaniu do filmu pojedynczych klatek z reklamą lub wgrywania ukrytego przesłania do piosenek.
Koronnym dowodem na skuteczność jej działania miał być eksperyment przeprowadzony w 1957 r. przez Jamesa Vicary’ego w USA. Podmienił on pojedyncze klatki filmu wyświetlanego w kinie dla zmotoryzowanych w Fort Dix na reklamy – napisy „pij colę” i „jedz popcorn” – i twierdził, że w ten sposób skłonił widzów do kupowania tych produktów. Liczne eksperymenty dowiodły potem, że badania te były sfabrykowane, co zresztą przyznał sam Vicary.
W latach 80. zarzucano stosowanie przekazu podprogowego niektórym zespołom rockowym, które w ten sposób miały propagować satanizm lub nakłaniać do samobójstwa (słynna sprawa płyty Stained Class zespołu Judas Priest). Miały one rzekomo umieszczać w piosenkach komunikaty, które były słyszalne dopiero wtedy, gdy utwór był odtwarzany „od tyłu”.
Reklama podprogowa została zakazana w wielu krajach. Rada Europy w 1989 zainicjowała konwencję o telewizji ponadgranicznej, która zakazuje perswazji poza świadomością widza, dlatego techniki reklamowe oddziałujące na podświadomość (chodzi tu głównie o reklamę telewizyjną i kinową) są zakazane (art. 13).
Ukryta sugestia jest także tematem wizji artystycznych. Np. w odcinku Przekaz podświadomy (Double Exposure, 1973) serialu Columbo specjalista od reklam planuje zabicie swego klienta wklejając do filmu zdjęcia napoju orzeźwiającego. Ofiara przerywa oglądanie filmu, opuszcza salę kinową i w trakcie gaszenia pragnienia zostaje zastrzelona. Skuteczność utajonej perswazji jest przy tym trudna do oceny, gdyż na krótko przed pokazem filmu przestępca poczęstował ofiarę wzmagającym pragnienie kawiorem i wyłączył klimatyzację w kinie.
Zdaniem części badaczy przekaz podprogowy to jedynie mit – argumentują, że nie można ulec propagandzie, jeśli nie widzi się elementu propagandy. Jednak eksperymenty wykazały, że bodźce podprogowe wpływają na procesy poznawcze, choć wpływ ten utrzymuje się zaledwie przez ułamki sekundy. Rejestrowane mogą być proste informacje, takie jak stan emocjonalny. Siła tego wpływu jest zwykle przeceniana zarówno przez osoby obawiające się go, jak i osoby próbujące wykorzystywać przekaz podprogowy.
Techniką zbliżoną do przekazu podprogowego jest torowanie. Polega ono na ekspozycji odbiorcy na nieświadomy bodziec. Na przykład obraz lub dźwięk, który wpływa na zachowanie odbiorcy. Na przykład w eksperymencie przeprowadzonym w sklepie internetowym z meblami, klienci pod wpływem zdjęcia chmur kupowali meble wygodne. Natomiast, gdy w tle pojawiało się zdjęcie pieniędzy, klienci wybierali meble tańsze i mniej wygodne. Skojarzenia wywołane przez bodziec wpłynęły na decyzję kupujących. 